# Megalopalpus
Megalopalpus là một chi bướm ngày thuộc họ Lycaenidae.